# Amanda du-Pont
Amanda du-Pont (26 de junho de 1988) é uma atriz, modelo e apresentadora de televisão sul-africana nascida na Suazilândia. Du-Pont é conhecida por sua interpretação de Senna na série dramática da CW, Life is Wild e Sharon na comédia dramática da SABC 3, Taryn & Sharon. Atualmente, ela estrela como Ashley na série de suspense Shadow da Netflix. Ela é conhecida por atuar na novela da SABC 1, Skeem Saam como Nompumelelo 'Lelo' Mthiyane.

## Início da vida
Du-Pont nasceu em 26 de junho de 1988 em Manzini, Suazilândia. Ela tem ascendência francesa, italiana, portuguesa e suazi. Ela nasceu e foi criada em Manzini, onde viveu com seu primo Alulutho du-Pont, também suazi. Mais tarde, eles se mudaram para Mpumalanga para terminar seus estudos no Uplands College.

## Carreira
Du-Pont teve um papel principal no longa-metragem Between Friends de 2014 e um papel recorrente no programa de televisão sul-africano de sucesso Skeem Saam. De 2012 a 2016, ela foi co-apresentadora do programa de revista de estilo de vida de celebridades da SABC 1, Real Goboza, ao lado de Phat Joe. Ela estrelou o drama da CW, Life is Wild, Muvhango da SABC 2, Intersexions, Generations, a série Loxion Bioscope da Mzanzi TV e o longa-metragem de 2015 Hear Me Move. Em fevereiro de 2019, foi anunciado que Du-Pont estrelaria a série de suspense da Netflix, Shadow.

## Educação
Em 2011, Du-Pont recebeu o título de Bacharel em Artes pela Escola Sul-Africana de Cinema e Performance ao Vivo, em Johanesburgo. No ano seguinte, ela se formou na New York Film Academy, na cidade de Nova Iorque, onde recebeu uma bolsa integral por excelência escolar.

## Prêmios
Aos 21 anos, Du-Pont recebeu um prêmio pelo conjunto da obra do Departamento de Artes e Cultura da Suazilândia por suas primeiras realizações no cinema e na televisão e por sua promoção da língua e da cultura suazi.

## Vida pessoal
Amanda se casou com Shawn Rodriques em 2020. O casal se divorciou em janeiro de 2023.

## Outros empreendimentos
Em abril de 2020, Du-Pont lançou sua marca de cuidados com a pele lelive. O nome foi inspirado no nome suazi não oficial da Du-Pont e significa 'da nação ou do mundo'.

## Filmografia
| Ano           | Título                      | Papel                       | Notas              |
| ------------- | --------------------------- | --------------------------- | ------------------ |
| 2008          | Life Is Wild                | Senna                       | Episódio: "P.O.C." |
| 2012          | Loksion Bioskop:Andilalanga | —                           |                    |
| 2012-2016     | Real Goboza                 | Ela mesma                   |                    |
| 2014–2021     | Skeem Saam                  | Nompumelelo "Lelo" Mthiyane | Papel principal    |
| 2014          | Task Force                  | Christelle                  |                    |
| 2015          | Generations: The Legacy     | Ela mesma                   | Convidada especial |
| 2015          | Hear Me Move                | —                           |                    |
| 2016–presente | Between Friends             | —                           |                    |
| 2017          | 10 Days In Sun City         | —                           |                    |
| 2017          | Taryn and Sharon            | Sharon                      |                    |
| 2019          | Shadow                      | Ashley                      | Papel principal    |
| 2019-2022     | Isono                       | Mamba                       | Recorrente         |
| 2021          | Little Big Mouth            | Mel                         | Papel principal    |
| 2022          | The Domestic                | —                           |                    |